# Costa do Ouro Sueca
O Cabo Corso - também conhecido como Costa do Ouro Sueca (em sueco: Svenska Guldkusten - foi uma pequena colónia sueca, no século XVII, entre 1650 e 1663, na costa ocidental da África, na atual Gana. Uma feitoria, com o nome Cabo Corso, foi fundada pelos portugueses no século XV.

## História
Após a fundação da Companhia Sueca da África (1649) por Louis de Geer, uma expedição sob o comando de Hendrik Carloff foi enviada para a África em 1650. Carloff fez um tratado com o rei Acã dos Efutus sobre a venda de algumas áreas de terra. Em 22 de abril de 1650, a Costa do Ouro sueca foi fundada e Carloff tornou-se seu primeiro administrador. Em 1652, foi lançada a fundação do Fort Carlsborg.
Em 1656, Johan Filip von Krusenstierna (irmão do bisavô de Adam Johann von Krusenstern) foi nomeado o novo governador. Isso enfureceu o Carloff. Ele deixou Cabo Corso apenas para retornar em 27 de janeiro de 1658 no corsário Glückstadt (corsário) dinamarquês. O Fort Carlsborg foi tomado e tornou-se parte da Costa do Ouro Dinamarquesa.
O rei Carlos X Gustavo da Suécia fez disso uma das razões para Ir à guerra com a Dinamarca-Noruega.[carece de fontes?] Após o Tratado de Copenhague, em 1660, o Castelo de Cabo Corso foi devolvido à administração sueca. No entanto, foi então revelado que o associado de Carloff Samuel Schmidt (Smith, Smit) já havia vendido ilegalmente a colônia em abril de 1659 para a Companhia Holandesa das Índias Ocidentais por conta própria, e havia desaparecido com o ouro para Angola.
Mais tarde, a população local começou uma sucesso revolta contra seus novos mestres, e em dezembro de 1660, o rei do subgrupo Efutu do Povo Acã novamente ofereceu Suécia controle sobre a área. Uma nova expedição foi enviada para a colônia, que permaneceu sob administração sueca por um curto período. Von Krusenstierna foi reaproponado como administrador.
Em 20 de abril de 1663, a capital Fort Carlsborg e Fort Christiansborg foram novamente tomadas pelos holandeses após uma longa defesa sob o comandante sueco Anton (Tönnies) Voss.
Em 9 de maio de 1664, a área controlada pelos holandeses foi novamente tomada por Robert Holmes, que a tornou parte da Costa do Ouro Britânica. As reivindicações suecas da colônia foram mais tarde formalmente abandonadas no Tratado de Breda de 1667.